# Jessica Duarte
Jessica María Duarte Darauche (Caracas, Distrito Federal; 19 de febrero de 1992) es una  modelo y reina de belleza venezolana representante del Estado Trujillo en el Miss Venezuela 2015 donde obtuvo el título de Miss Venezuela Internacional que le otorgó el derecho de representar al país sudamericano en el Miss Internacional 2016.

## Biografía y Trayectoria
Jessica Duarte es  una modelo nacida en Caracas su padre es Nelson Duarte Darauche, economista venezolano de ascendencia portuguesa-árabe. Jessica es odontóloga egresada de la Universidad Santa María. Y tiene un diploma de Prótesis Bucal Fija de la Universidad Nacional Autónoma de México. Actualmente reside en México en donde es la fundadora de DuArte Dental Studio.  
Igualmente, Jessica fue la ganadora del concurso Elite Model Look Venezuela 2008, en el cual también obtuvo la banda especial de "Elite Model Look Internet" y representó a Venezuela en el concurso Look CyZone 2012 donde se posicionó como finalista.
A lo largo de su carrera como modelo ha destacado en diferentes pasarelas como Dolce & Gabbana, Max Mara, Cartier, Ferragamo, entre otras. Así mismo ha estado trabajando en diferentes agencias al rededor del mundo como en Milán, NYC, Miami, Chile y Ciudad de México, donde ha realizado grandes producciones para comerciales y Campañas publicitarias. 
Actualmente su enfoque es otro, aunque  I ha dejado a un lado las luces y reflectores, Duarte ahora es fundadora de DuArte Dental Studio, en donde se dedica a brindar odontología de alta precisión y estética en un ambiente confortable, cálido y elegante. 

## Miss Venezuela 2015
Durante la gala interactiva del Miss Venezuela 2015, evento previo a la noche final del concurso, Jessica ganó las bandas especiales de "Miss Rostro" y "Miss Online". La final del Miss Venezuela 2015 se llevó a cabo en Venevisión la noche del 8 de octubre donde Jessica obtuvo el título de Miss Venezuela Internacional 2015 a manos de su antecesora Edymar Martínez quien pocas semanas después se coronó Miss Internacional 2015.

## Miss Internacional 2016
Como parte de sus responsabilidades como Miss Venezuela Internacional, Jessica tuvo la oportunidad de representar al país en el Miss Internacional 2016 cuya final se realizó el 27 de octubre en Tokio, Japón. En tal evento, compitió con 68 candidatas de diversos países y territorios para ser la sucesora de la actual titular del Miss Internacional, su compatriota Edymar Martínez, en el cual no logró clasificar.

## Cronología
| Predecesor: Edymar Martínez | Miss Venezuela Internacional 2015 | Sucesor: Diana Croce     |
| Predecesor: Débora Medina   | Miss Trujillo 2015                | Sucesor: Mariana Palazzo |